# Imagination!

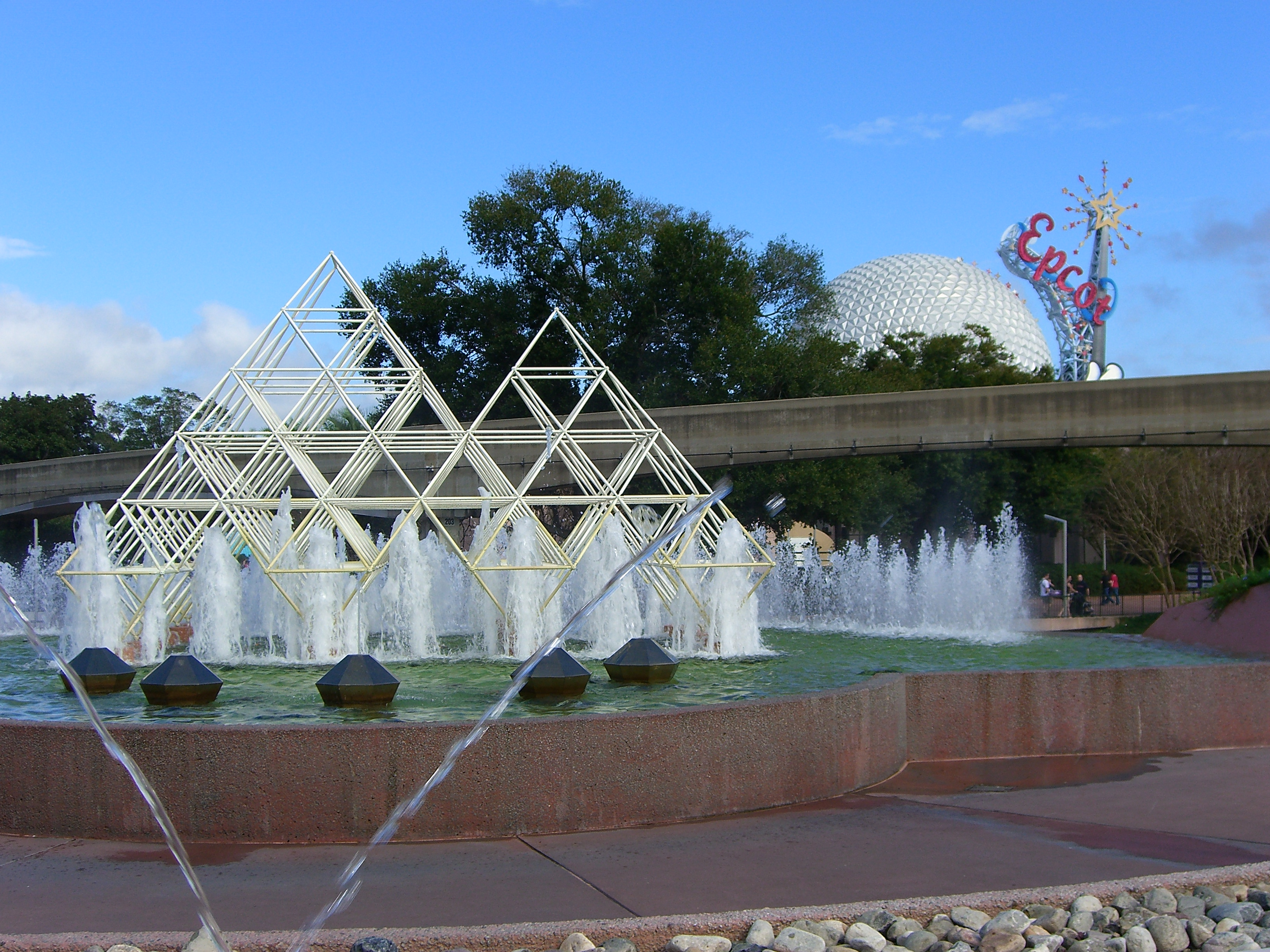
Fonteinen vóór het paviljoen

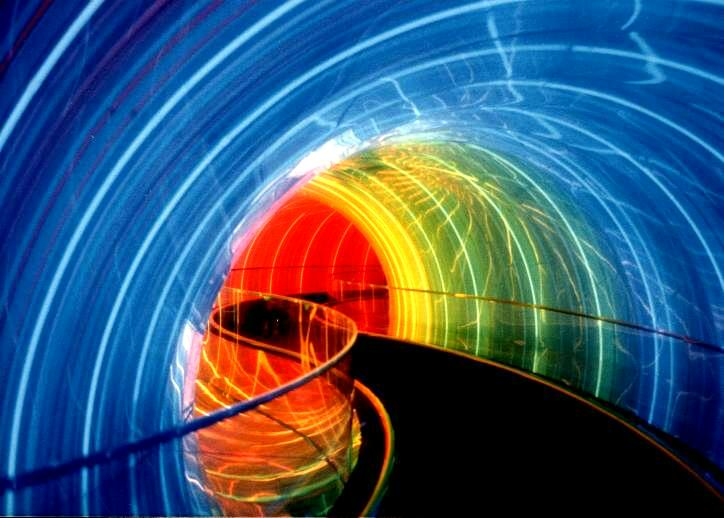
De Rainbow Tunnel in ImageWorks

Het Imagination!-paviljoen is een onderdeel van Future World in Epcot in het Walt Disney World Resort in Florida en werd geopend op 1 oktober 1982.

## Geschiedenis
Sinds de opening van het paviljoen in 1982 heeft het paviljoen 3 belangrijke fases gekend.
Het originele gebouw werd opgebouwd rondom een 3D-film, Magic Journeys, waarbij een van de liedjes werd gezongen door de Sherman Brothers. Voorafgaand aan deze film kon men de presentatie Makin' Memories bekijken, waarin de geschiedenis van de fotografie werd behandeld. Toen de nieuwe attractie Journey Into Imagination een jaar later opende, werd het paviljoen omgedoopt tot het Journey Into Imagination-paviljoen. Na afloop van de attractie kwam men terecht in de interactieve ruimte ImageWorks, waar verschillende experimenten uit te voeren waren middels interactieve elementen. Het paviljoen lag er zo bij van 1983 tot 1986.
In het laatstgenoemde jaar werd de film Magic Journeys vervangen door de film Captain EO, een film van George Lucas en met Michael Jackson in de hoofdrol. Ook deze film werd in 1994 vervangen door een nieuwe: Honey, I Shrunk the Audience, met Rick Moranis en Eric Idle in de hoofdrollen.
In 1998 sloot het gebouw een tijdje voor renovaties die de tweede fase van het gebouw moesten opleveren. Bij deze renovatie werd de bovenverdieping van het paviljoen gesloten en werden de kleuren op het exterieur van het paviljoen aangepast. Dit zorgde ervoor dat ImageWorks moest verplaatsen naar de benedenverdieping van het gebouw. Andere veranderingen waren het aanpassen van de hoogte van de fonteinen buiten het paviljoen en het vervangen van het glazen entréebord door een versie van hout. De attractie Journey Into Imagination bleef nog even gesloten. Toen deze attractie later opende in 1999, werd de naam van het paviljoen omgedoopt tot de huidige naam: het Imagination!-paviljoen. Fans waren bij de opening van de attractie teleurgesteld, omdat de rollen van verschillende figuren in de attractie sterk waren afgenomen. Journey Into Imagination werd daarom wederom gesloten in 2001 voor een nieuwe renovatie. De rit werd aangepast en het figuurtje Figment kreeg een prominentere rol binnen de attractie, zoals in de versie vóór 1999. De nieuwe naam van de attractie werd daarom ook Journey Into Imagination With Figment.
In 2006 ging het paviljoen de laatste en huidige fase in. De bovenverdieping van het gebouw werd tijdelijk geopend om plaats te maken voor de finale van een evenement in het gehele park, het Kim Possible World Showcase Adventure. Hierbij konden bezoekers met speciale mobiele telefoons, de zogenaamde Kimmunicators, bezienswaardigheden die normaliter verstopt waren tevoorschijn laten komen.
In 2010 werd de film Honey, I Shrunk the Audience gesloten om plaats te maken voor de oude film, Captain EO. Deze film werd weer uitgezonden naar aanleiding van de dood van hoofdrolspeler Michael Jackson. Tevens zette in dat jaar Kodak, die het paviljoen had gesponsord sinds de opening, haar sponsoring stop na bijna 28 jaar.

## Beschrijving
Het Imagination!-paviljoen is gevestigd in een kenmerkend gebouw met twee glazen piramides op het dak. De kleuren van het gebouw zijn dezelfde als die van de voormalige sponsor Kodak, waaronder rood, geel en oranje. Vóór het paviljoen zijn enkele fonteinen te vinden rondom een stalen constructie van 3 piramides.
Het gebouw biedt plaats aan drie attracties, de darkride Journey Into Imagination With Figment, de 3D-film Captain EO en de interactieve ruimte ImageWorks. Tevens is er een souvenirwinkeltje, Imageworks, te vinden bij de uitgang van Journey Into Imagination With Figment.